# 我孫子城
我孫子城（あびこじょう）は、千葉県我孫子市我孫子（下総国相馬郡）にあった日本の城。

## 概要
城山と呼ばれる山の上にあり、北側は谷津を挟んで久寺家城（くじけじょう）と対峙している。城主と考えられている我孫子氏は、松戸市の本土寺過去帳にアヒコ彦二郎という人物が見られる以外に資料がないため、正確なことは全く分からない。
現在、城山は電力中央研究所の敷地となっており、遺構は全く残っていない。

## 歴史
本土寺過去帳によると、我孫子市我孫子地区は1470年代、高城氏が治めていたが、その後の高城氏と我孫子地区の関係についての記録はなく、次の我孫子についての記録は長享2年（1488年）11月、おそらく我孫子城主であろう前述のアヒコ彦二郎が武州高見原で討死したというものである。我孫子氏の出自は不明であるが、1476年から1531年に高城氏の名前で「彦」という文字が多く使われていたことから、高城氏とつながりのある氏族であると考えられている。
天正18年（1590年）の小田原征伐の時、当該地域は後北条氏方につき、豊臣氏に攻められ、落城した後、廃城となったという説と、それ以前に廃城になっていたという説がある。

## 現在
東葛飾郡誌によると、大正時代までは空堀跡があったとされるが、城山は電力中央研究所の敷地となっており、更にその中心を国道6号線が通っているため、現在はその姿は完全に消え失せている。なお、住民によると1980年代までは城の石垣のものとみられる石が存在していたという。

## 城主
- 我孫子彦二郎-室町時代後期の武将

- 野嶋入道?-堺根原の戦いで討死。

- 我孫子丹後守-天正年間の武将。後北条氏に従う。

- 我孫子五郎右衛門-原胤栄の手賀城攻めの際、救援にあたる。

- 我孫子左衛門但馬守？-小田原攻めで北条氏に加担。